# Muhlis Kocaağa
Muhlis Kocaağa (* 1971) ist ein deutscher Politiker (Die Linke). Seit 2023 ist er Mitglied der Bremischen Bürgerschaft.

## Leben
Kocaağa ist kurdischer Herkunft. Er wuchs im türkischen Adana mit acht Geschwistern auf. 1996 kam er nach Bremerhaven, wo er bis heute lebt. Er ist Diplom-Umweltingenieur.

## Politik
Kocaağa ist Mitglied der Partei Die Linke. Seit 2019 ist er Mitglied der Bremerhavener Stadtverordnetenversammlung.
Bei der Bürgerschaftswahl in Bremen 2023 trat Kocaağa auf Listenplatz 1 seiner Partei im Wahlbereich Bremerhaven an und zog in die Bürgerschaft ein.